# Marko Lomić
Marko Lomić, cyr. Марко Ломић (ur. 13 września 1983 w Čačaku) – serbski piłkarz występujący na pozycji obrońcy. Występował w takich klubach jak: TuS Koblenz, Železniku Belgrad, FK Partizan, Dinamo Moskwa.

## Kariera międzynarodowa
Marko Lomić wystąpił w 2004 roku na Igrzyskach olimpijskich w Atenach.